# فرانز شتادلر
فرانز شتادلر (بالألمانية: Franz Stadler)‏ هو موظف ‏ ألماني، ولد في 8 أكتوبر 1913 في ريغنسبورغ في ألمانيا، وتوفي في 2 مارس 2000 في ميونخ في ألمانيا.

## وصلات خارجية
- فرانز ستادلر على موقع مونزينجر (الألمانية)